# Seguam
Seguam (en anglès Seguam Island; en aleutià Saĝuugamax) és una petita illa que forma part del subgrup de les illes Andreanof, a les illes Aleutianes, Alaska. L'illa és muntanyosa i de forma ovalada, amb 26 quilòmetres de llargada per 11 d'amplada i una superfície de 207,3 km². En el cens de població del 2000 s'indicava que a l'illa hi vivia una persona.
L'illa està composta per diversos estratovolcans superposats, i conté dues calderes cadascuna d'elles amb cons volcànics centrals. Des del segle xviii es té constància que s'han produït 10 erupcions, la més recent de les quals va tenir lloc el 1993. Tota l'activitat recent s'ha produït al Pyre Peak, el con situat dins la caldera occidental i punt més elevat de l'illa, que ha produït erupcions explosives i emissions de lava. L'illa es troba dins una zona amb una forta activitat sísmica.